# Gustavo Ferreyra Briozzo
Gustavo Washington Ferreyra Briozzo  (Montevideo, Uruguay, 29 de mayo de 1972) es un exfutbolista. Se desempeñaba en la posición de delantero.También fue entrenador del C.A Cerro

## Selección nacional
Fue internacional con la Selección de fútbol de Uruguay en 5 ocasiones y marcó solo un gol. También formó parte de la selección uruguaya, que participó en la Copa América 1991, que se disputó en Chile.

### Participaciones en Copas América
| Copa              | Sede  | Resultado    |
| ----------------- | ----- | ------------ |
| Copa América 1991 | Chile | Primera fase |

## Clubes

### Como jugador
| Club            | País       | Año       |
| --------------- | ---------- | --------- |
| Central Español | Uruguay    | 1988-1991 |
| Peñarol         | Uruguay    | 1991-1994 |
| Saprissa        | Costa Rica | 1994-1995 |
| Central Español | Uruguay    | 1996      |

### Como entrenador
| Club                      | País    | Año       |
| ------------------------- | ------- | --------- |
| Selección uruguaya sub-20 | Uruguay | 2019-2021 |
| C.A. Cerro                | Uruguay | 2023      |